# Agent du service commercial trains
Pour les articles homonymes, voir ASCT.
 (janvier 2021).
Si vous disposez d'ouvrages ou d'articles de référence ou si vous connaissez des sites web de qualité traitant du thème abordé ici, merci de compléter l'article en donnant les références utiles à sa vérifiabilité et en les liant à la section « Notes et références ».
Un agent du service commercial trains, en abrégé ASCT, désigne en France, à la SNCF, une fonction exercée à bord des trains de voyageurs par ce que le grand public appelle le « contrôleur ».
Les tâches d'un ASCT comportent essentiellement des missions de quatre types (les 4s) :
- des missions de sécurité ;
- des missions de sûreté ;
- des missions de service ;
- des missions de sauvegarde des recettes.

Il doit être présent sur chaque circulation transportant des voyageurs, sauf pour les circulations dites « équipement à agent seul » (EAS) où l'agent de conduite (ADC) assure l'ensemble des fonctions.
Chaque train possède un agent dit titulaire, mais un certain nombre d'agents supplémentaires peuvent y être affectés. Le second agent est désigné agent B. Sur les rames TGV, l'ASCT supervisant la rame de queue est appelé agent X, le second agent de la rame de queue est lui appelé Y. 

## Les missions de sécurité

### Définition
Dans le cadre des missions de sécurité, l'ASCT assure la fonction d’agent d'accompagnement.
Cette fonction est définie par arrêté ministériel. L'ASCT passe tous les trois ans un examen appelé « évaluation des compétences professionnelles » (ECP), organisé généralement par son supérieur hiérarchique direct, « responsable d'équipe trains » (RET). L'ASCT doit parfaitement connaitre le « référentiel VO 250 », qui regroupe l'ensemble des textes de sécurité liés à la fonction.
Selon ce référentiel, l'ASCT est un agent, quelles que soient ses autres fonctions, chargé dans un train, tant en marche que lors des arrêts, de certaines tâches concernant la sécurité, notamment l'assistance au conducteur.

### Concrètement

#### En situation normale

##### Le départ du train
L'agent d'accompagnement participe dans tous les cas aux opérations de départ de son train, à partir du moment où il y a eu un service voyageurs assuré dans l'établissement desservi. Dans le cas contraire, il peut ou non y être associé selon les cas.
On rencontre essentiellement deux procédures, selon que le départ doit être donné par un agent sédentaire de la gare d'arrêt ou par l'agent d'accompagnement seul.
Dans tous les cas, l'agent d'accompagnement s'assure que le service est achevé, c'est-à-dire que la montée et la descente des voyageurs est terminée et que les autres opérations éventuelles sont achevées (service du courrier et messageries, etc.)
L'agent chargé du départ, si rien ne s'y oppose, ferme ou fait fermer les portes du train ; quand celui-ci est prêt à partir, il donne l'ordre de départ. Cet ordre est soit signifié directement au conducteur, soit transmis par un dispositif de correspondance installé à bord du train (par exemple, signal sonore manœuvré par clé). Enfin, une fois le train parti, l'agent d'accompagnement s'assure que les portes sont bien verrouillées.

##### La sécurité à bord
L'agent d'accompagnement doit s'assurer de la sécurité à bord de son train. Il vérifie notamment de façon régulière qu'aucune porte vers l'extérieur n'est ouverte pendant la marche, que les intercirculations (passages entre les différentes voitures du train) sont praticables sauf aux extrémités où elles doivent être condamnées.
Il exerce également une surveillance générale : incendie, objets dangereux, présence de groupes.

##### Autres tâches
D'autres tâches peuvent lui être confiées, de façon plus rare : participation à des essais de freins, transport de plis, garde et surveillance des colis contenant des prélèvements sanguins.

#### En situation perturbée
Le principal problème rencontré en situation perturbée concerne les arrêts accidentels. Ceux-ci sont dangereux car, dans un grand nombre de trains, une vitesse nulle provoque le déverrouillage des portes et la possibilité de descendre sur les voies. L'ASCT doit alors faire une annonce de sécurité pour rappeler aux voyageurs qu'ils ne doivent pas tenter d'ouvrir les portes, ni les bloquer afin d'assurer efficacement leur sécurité.

#### En situation d'urgence
L'agent d'accompagnement peut être amené à intervenir en situation d'urgence, par exemple en présence d'un obstacle sur la voie.
L'agent doit au plus vite se mettre en relation avec le conducteur du train. Si celui-ci est en pleine possession de ses moyens, il garde le contrôle des opérations et peut confier une mission à l'agent d'accompagnement qui se trouve alors sous ses ordres. Si, en revanche, le conducteur est dans l'impossibilité d'agir (par exemple, s'il est blessé), c'est l'agent d'accompagnement qui devient responsable des opérations, raison pour laquelle il dispose d'une formation à la sécurité des circulations.
La procédure la plus importante concerne la protection d'obstacles, qui décrit les opérations à effectuer lorsqu'un obstacle est présent sur une voie afin d'éviter qu'un nouvel accident survienne pour une autre circulation.

## Les missions commerciales
Sur le quai avant le départ et à bord du train, l'ASCT est à la disposition du public pour l'informer et éventuellement vendre des prestations. 
Par la suite, il peut effectuer des contrôles des titres de transport des voyageurs, et régulariser (et verbaliser,  le cas échéant) les voyageurs en infraction. Pour ces activités, qui l'amènent notamment à la rédaction de procès-verbaux, l'agent est obligatoirement assermenté et agréé. 
Des agents sont spécialisés dans le contrôle des trains. Il s'agit des équipes d'assistance (EA) et des groupes de contrôle régionaux (GCR). Ils interviennent en tenue professionnelle ou en civil sur les trains TER, Intercités ou TGV. Ces derniers travaillent en étroite collaboration avec la Suge.

## Les conditions de travail

### L'ESV / ETER
L'établissement service voyageurs (ESV) ou l'établissement train express régional (ETER) est l'organisme de rattachement des contrôleurs. Chaque ESV gère un groupe d'agents, en moyenne 400, qui accompagnent une liste déterminée de trains.
Il existe un ESV par région SNCF. Une ligne est le plus souvent gérée par plusieurs ESV qui se partagent les trains. Certains trains sont eux-mêmes parfois à la charge de plusieurs ESV, selon les jours précis de circulation et l'organisation des roulements.
Les ESV sont :
- ESV Paris Atlantique Centre ;
- ESV de Paris-Sud-Est ;
- ESV de Paris-Saint-Lazare ;
- ESV de Paris-Nord ;
- ESV de Paris-Est ;
- ESV d'Amiens ;
- ESV de Lille ;
- ESV de Rennes ;
- ESV de Rouen ;
- ESV de Nantes ;
- ETER de Tours ;
- ESV de Dijon ;
- ESV de Lorraine ;
- ESV de Strasbourg ;
- ESV de Lyon ;
- ESV de Chambéry ;
- ESV de Bordeaux ;
- ESV de Limoges ;
- ESV de Clermont-Ferrand ;
- ESV de Toulouse ;
- ESV de Nîmes ;
- ESV de Marseille.

Chaque ESV est divisé en unités opérationnelles (UO), à raison de trois en moyenne par ESV. Ces unités opérationnelles correspondent aux gares de résidence de chacun des agents, lesquelles ont été choisies pour leur trafic important. Par exemple, l’ESV de Clermont-Ferrand a pour unités opérationnelles : Clermont-Ferrand, Montluçon et Aurillac.
Les anciens ECT ont été, pour la plupart, divisés en deux ESV. Un ESV proximités (TER et IC) et un ESV TGV. Les ASCT Ouigo sont rattachés à une direction nationale basée à La Défense et répartis en quatre affectations : Lyon-Saint-Exupéry, Marne-la-Vallée, Massy TGV et Bordeaux.

### Les horaires de travail
Comme la plupart des professions de transport, les ASCT doivent s'adapter à des périodes de travail irrégulières : les prises et fin de service peuvent se faire à toute heure du jour et de la nuit. Ils sont amenés à travailler les samedis, dimanches et jours fériés.
Selon les affectations, ils peuvent avoir à assurer un nombre très variable de trains, la moyenne étant en général d'un ou deux trains de grandes lignes (plusieurs heures chacun) et trois ou quatre trains en service régional.
Lorsqu'il termine son service sur son lieu de résidence, l'agent dispose d'un temps de 14 heures au minimum, avant une nouvelle prise de service. Cette durée s'explique par l'exercice des fonctions de sécurité qui nécessite de laisser un temps de repos suffisant. Pour les besoins du service, les agents effectuent de cinq à huit repos hors résidence (RHR) chaque mois ou découchers, qui peuvent être raccourcis jusqu'à 8 heures ; le plus souvent, ils prennent une chambre qui est mise à leur disposition par l'employeur en foyer ou à l'hôtel. La fin de service veille de repos (équivalent du week-end) est fixée à 19 h au plus tard et la prise de service en sortie de repos (équivalent du week-end) est fixée à 6 h au plus tôt.